# Bantamia gerthi
Espèce
Bantamia gerthi est une espèce éteinte de corail appartenant à la famille des Oculinidae.